# Fontanería

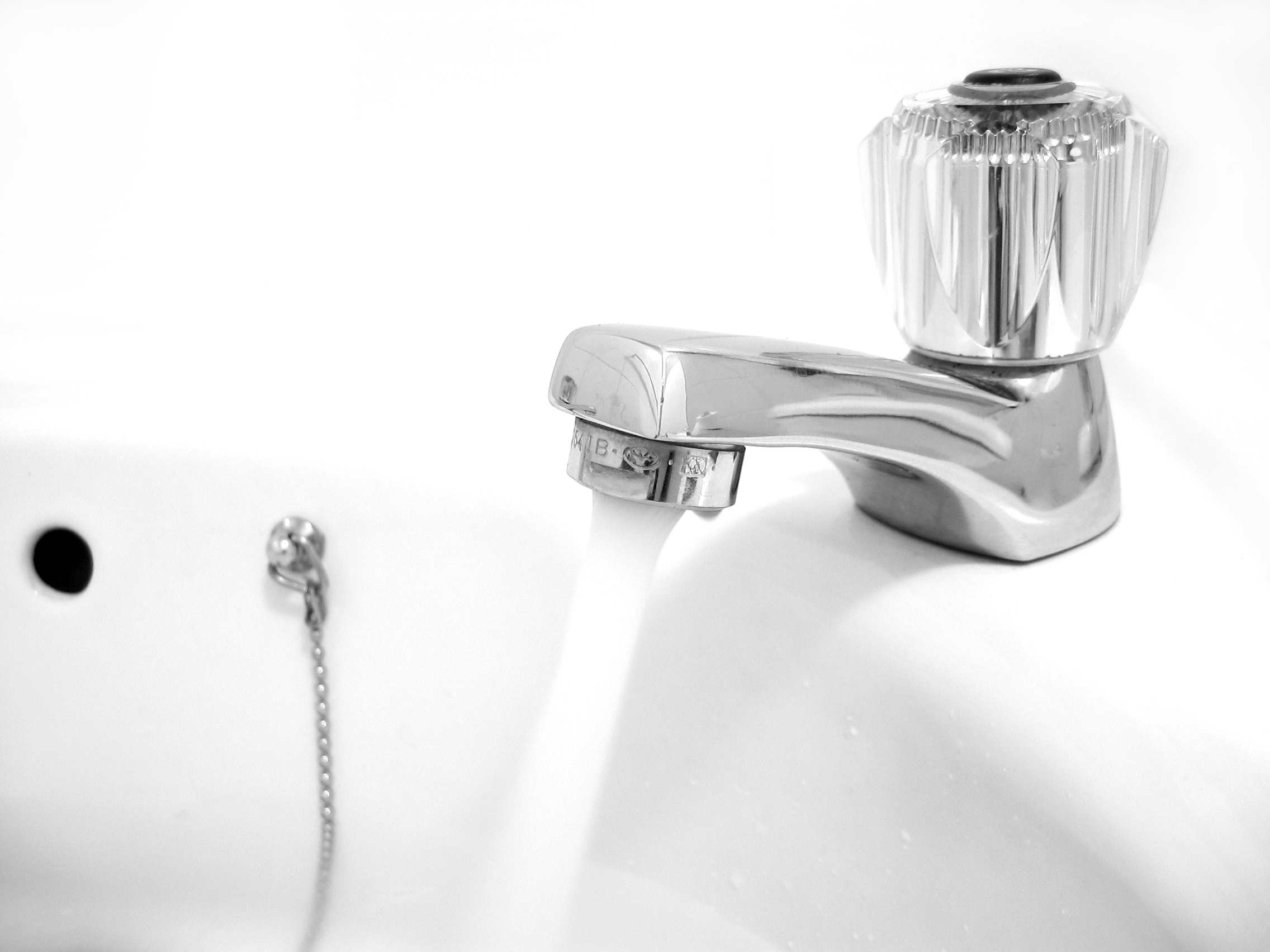
Grifo vertiendo agua potable.

La fontanería, plomería o gasfitería es la actividad relacionada con la instalación y mantenimiento de redes de tuberías para el abastecimiento de agua potable y evacuación de aguas residuales, así como las instalaciones de calefacción en edificaciones y otras construcciones.

## Etimología
El nombre «fontanería», deriva de «fontanero», que proviene de «fontana», que es sinónimo de «fuente» y a su vez proviene del latín fontāna.
El nombre «plomería», utilizado en algunos países de Hispanoamérica, proviene de la utilización tradicional del plomo en las conducciones. Reparación de vidrios y ventanas 
El término «gasfitería» deriva de «gasfiter» o «gasfitero», un anglicismo usado en Perú y Chile que proviene del inglés gasfitter.

## Historia

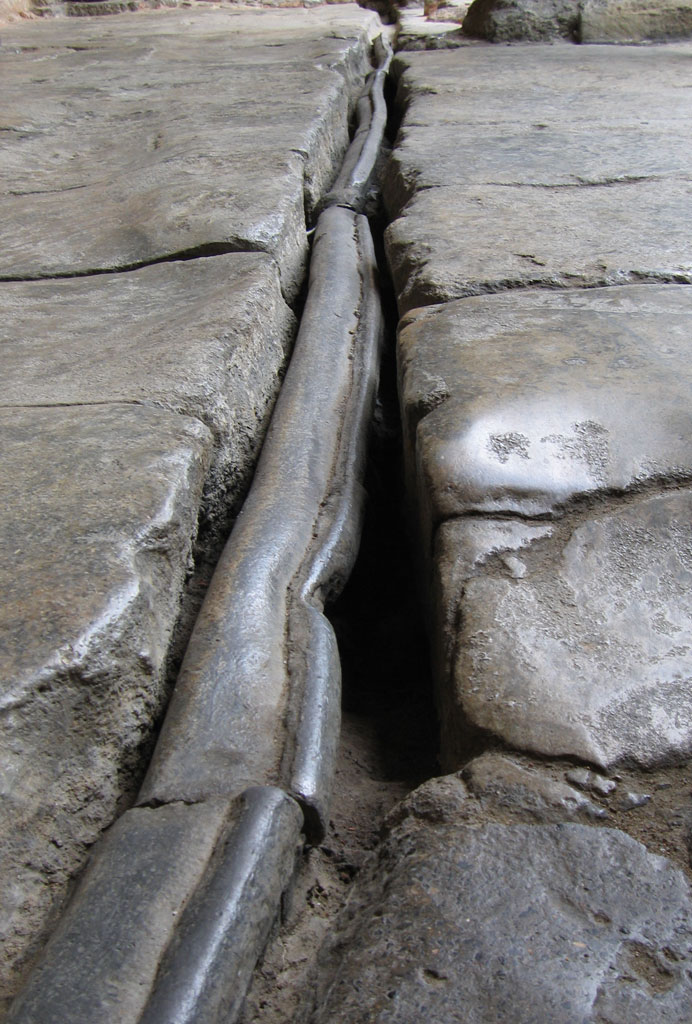
Tubo de plomo romano con una costura doblada, en los Baños Romanos en Bath, Inglaterra

La fontanería se originó durante las civilizaciones antiguas, ya que desarrollaron baños públicos y necesitaban proporcionar agua potable y eliminación de aguas residuales para un mayor número de personas.
Los mesopotámicos introdujeron al mundo las tuberías de alcantarillado de arcilla alrededor del 4000 a. C., con los primeros ejemplos encontrados en el Templo de Bel en Nippur y en Eshnunna, utilizados para eliminar las aguas residuales de los sitios y capturar el agua de lluvia en los pozos. La ciudad de Uruk contiene los ejemplos más antiguos conocidos de letrinas construidas con ladrillos, construidas sobre tuberías interconectadas de alcantarillado de arcilla cocida, alrededor de 3200 a. C. Los tubos de arcilla se usaron más tarde en la ciudad hitita de Hattusa. Tenían segmentos fácilmente desmontables y reemplazables, y permitían la limpieza.
Las tuberías de fontanería de tierra estandarizadas con bridas anchas que usaban asfalto para prevenir fugas aparecieron en los asentamientos urbanos de la civilización del valle del Indo hacia el 2700 a. C.
Las tuberías de cobre aparecieron en Egipto hacia el 2400 a. C., con la Pirámide de Sahure y el complejo del templo contiguo en Abusir, que se encontró conectado por una tubería de desagüe de cobre.
La historia de la fontanería se remonta a los tiempos de la antigua Roma, quienes ya construían acueductos de piedra para conducir el agua hasta las instalaciones de los palacios de sus emperadores y a sus famosos baños, así como cloacas para desalojarla una vez usada. El término en latín para plomo es plumbum.  Los techos romanos usaban plomo en conductos y tuberías de desagüe y algunos también estaban cubiertos de plomo. El plomo también se usó para tuberías y para hacer baños.
Con la Caída de Roma, tanto el suministro de agua como el saneamiento se estancaron, o retrocedieron, durante más de 1000 años. La mejora fue muy lenta, con poco progreso efectivo hasta el crecimiento de las ciudades modernas densamente pobladas en el siglo XIX. Durante este período, las autoridades de salud pública comenzaron a presionar para que se instalaran mejores sistemas de eliminación de desechos, para prevenir o controlar epidemias de enfermedades. Anteriormente, el sistema de eliminación de residuos consistía en recoger los residuos y depositarlos en el suelo o en un río. Finalmente, el desarrollo de sistemas de alcantarillado y agua subterráneos separados eliminó las zanjas de alcantarillado abiertas y los pozos negros.
En el Kilwa posclásico, los ricos disfrutaban de la fontanería interior en sus casas de piedra.
La fontanería moderna tiene sus inicios a finales del siglo XIX con el uso de los tubos de hierro fundido para conducir el agua, los cuales se soldaban con plomo, que era fundido mediante un quemador y después vertido en las uniones. Este sistema se utilizó hasta finales de la década de los setenta, aunque para otro tipo de instalaciones no relacionadas con el consumo humano, aún se utiliza.
El uso de plomo para el agua potable disminuyó drásticamente después de la Segunda Guerra Mundial debido a una mayor conciencia de los peligros del envenenamiento por plomo. En ese momento, las tuberías de cobre se introdujeron como una alternativa mejor y más segura a las tuberías de plomo.
Actualmente, en la mayoría de los países occidentales el uso del sistema hierro fundido-plomo está prohibido, tanto para la conducción de agua potable como para la evacuación de aguas residuales. Los motivos son que con el desgaste interno de las tuberías a causa de la fricción, pequeñas partículas de plomo se mezclan con el agua, provocando plumbosis a los consumidores; por otra parte, su trabajo es lento, complejo y muy costoso en comparación con otros materiales más modernos como el cobre, el PVC, el polietileno de alta densidad (PEAD) y muchos otros.
Hoy en día la soldadura de plomo ha sido sustituida por varios sistemas, según el material de la tubería: soldadura de acero, para tubos de acero; estaño soldado a gas, para tubos de cobre; adhesivo solvente, para tubos de PVC; termofusión para tubos de polipropileno y/o de polibuteno; mortero de cemento para tubos de concreto y pastas especiales para tubos de asbesto-cemento. Existen también las uniones mecánicas, que pueden ser a compresión o bridadas o roscadas.

## Tuberías de agua

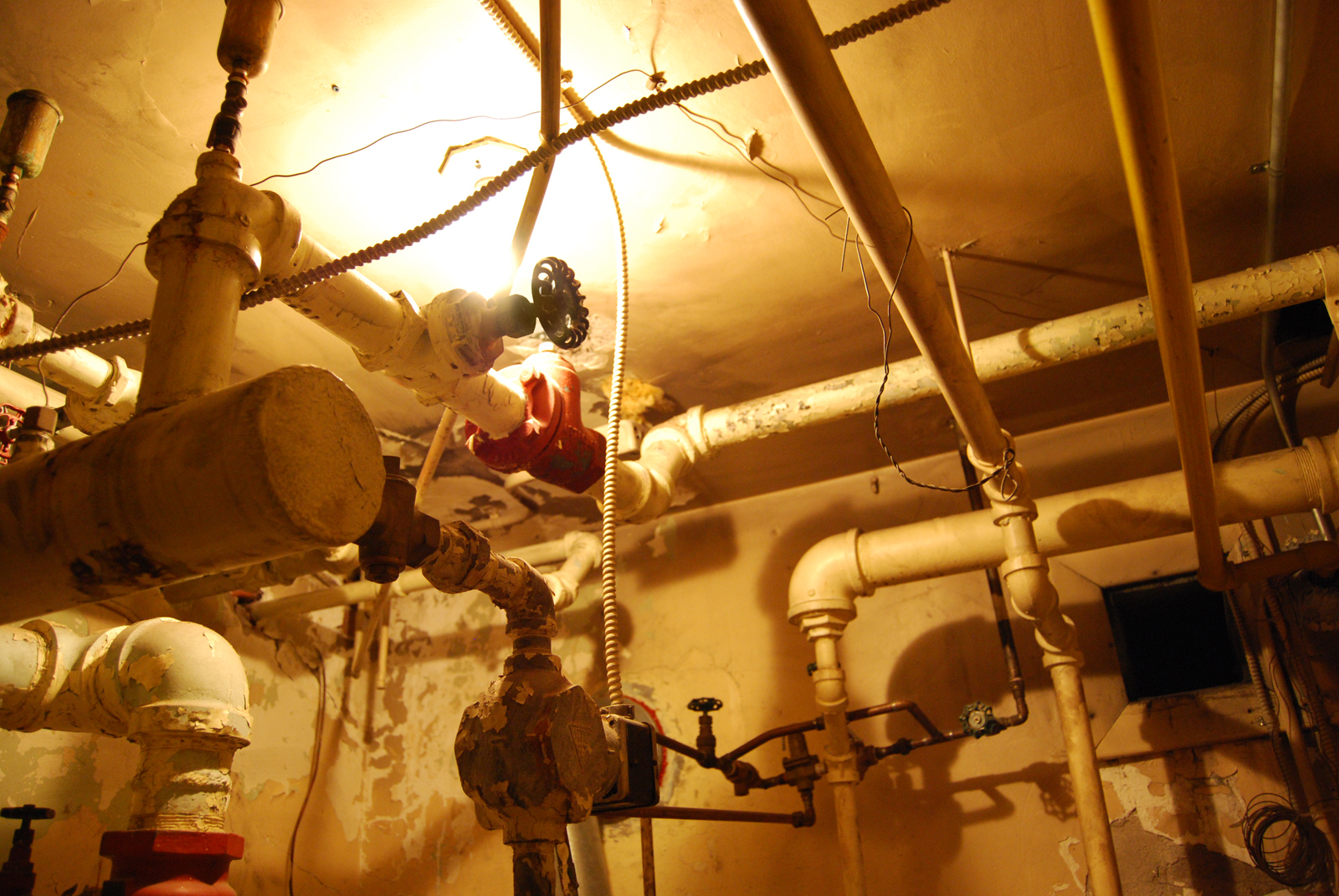
Una compleja disposición de tuberías rígidas de acero y válvulas de cierre regulan el flujo hacia las distintas partes de un edificio, con una evidente preferencia por las curvas en ángulo recto y los recorridos ortogonales de los tramos rectos de tuberías.

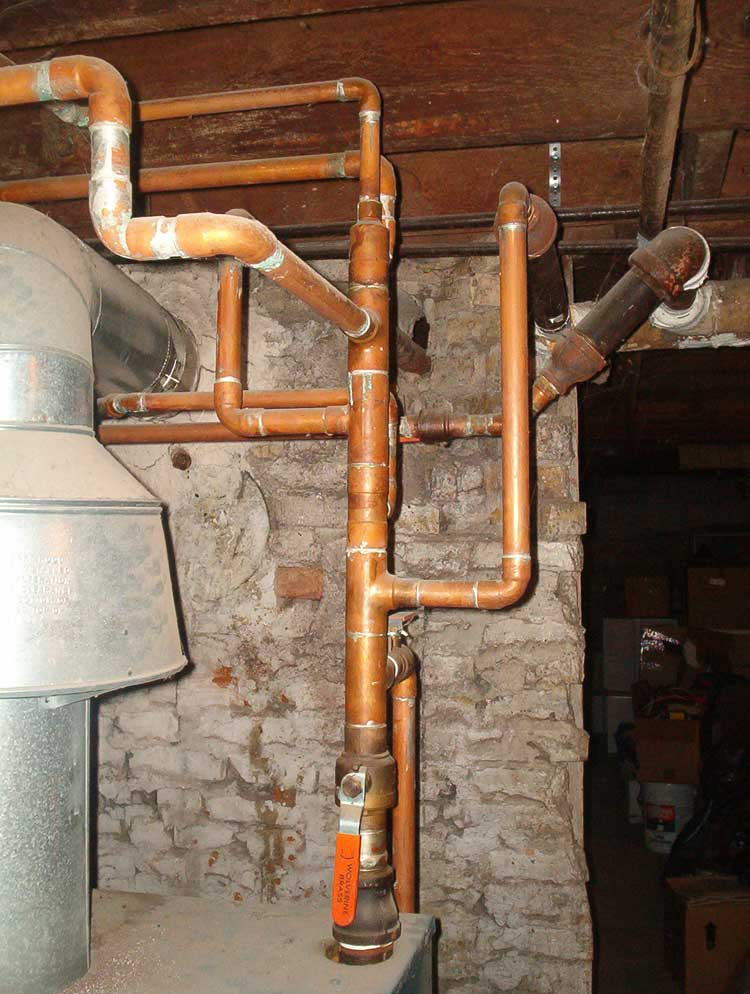
Un sistema de tubos de cobre para agua utilizado en un sistema de calefacción por radiadores.

Una tubería de agua es una red de transporte de agua formada por tubos, frecuentemente de plástico o metal, que transporta agua dulce presurizada y tratada a un edificio (como parte de un sistema municipal de agua), así como al interior del edificio.

### Evolución

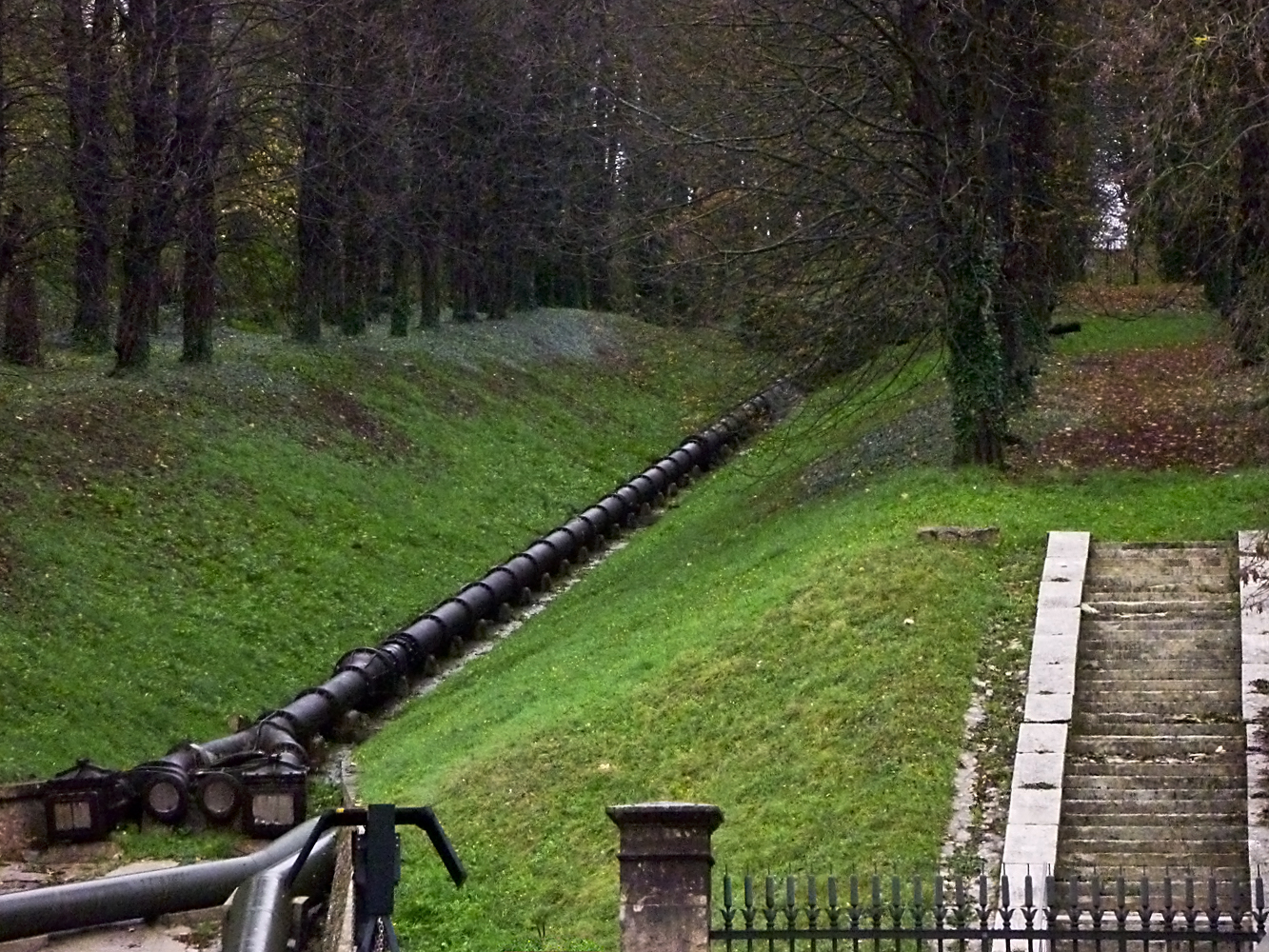
Antigua tubería de agua, vestigio de la Máquina de Marly cerca de Versalles, Francia.

El plomo fue el material preferido para las tuberías de agua durante muchos siglos, ya que su malleabilidad hacía que fuera práctico para darle la forma deseada. Su uso era tan común que la palabra plmoería ("fontanería") deriva de plumbum, la palabra latina para plomo. En los años anteriores a que se conocieran plenamente los riesgos para la salud de la ingestión de plomo, este metal era una fuente de problemas de salud relacionados con el plomo, entre los que se encontraban los mortinatos y altas tasas de mortalidad infantil. Las tuberías de agua de plomo aún se utilizaban ampliamente a principios del siglo XX y permanecen todavía en muchos hogares. La aleación de plomo y estaño soldadura se utilizaba habitualmente para unir tuberías de cobre, pero la práctica moderna utiliza en su lugar soldadura de aleación de estaño y antimonio para eliminar los peligros del plomo.
A pesar del uso habitual de tuberías de plomo por parte de los romanos, sus acueductos raramente envenenaban a la gente. A diferencia de otras partes del mundo donde las tuberías de plomo causan envenenamiento, el agua romana tenía tanto calcio que una placa de carbonato cálcico impedía que el agua entrara en contacto con el propio plomo. Lo que a menudo causa confusión es la gran cantidad de casos de envenenamiento generalizado por plomo, especialmente entre aquellos que habrían tenido fácil acceso al agua corriente, un desafortunado resultado del uso del plomo en utensilios de cocina y como aditivo en alimentos y bebidas procesados (por ejemplo como conservante en el vino). Las inscripciones de tuberías de plomo romanas proporcionaban información sobre el propietario para evitar el robo de agua.
Las tuberías de madera se utilizaron en Londres y otros lugares durante los siglos XVI y XVII. Las tuberías eran troncos ahuecados que se estrechaban en el extremo con un pequeño orificio por el que pasaba el agua. Las múltiples tuberías se sellaban juntas con grasa animal caliente. Las tuberías de madera se utilizaron en Filadelfia, Boston, y Montreal en la década de 1800. Los tubos de madera empotrados se utilizaron ampliamente en Estados Unidos durante el siglo XX. Estos tubos (utilizados en lugar de los tubos de hierro corrugado o de hormigón armado) estaban hechos de secciones cortadas de longitudes cortas de madera. El bloqueo de los anillos adyacentes con pasadores de madera dura producía una estructura flexible. Durante la Segunda Guerra Mundial se instalaron unos 30.000 metros de estos tubos de madera en alcantarillas de drenaje, colectores de aguas pluviales y conductos, bajo autopistas y en campamentos del ejército, estaciones navales, aeródromos y plantas de artillería.
Las tuberías de hierro fundido y de hierro dúctil fueron durante mucho tiempo una alternativa económica al cobre antes de la aparición de los materiales plásticos duraderos, pero deben utilizarse accesorios especiales no conductores en las transiciones a otras tuberías metálicas (excepto los accesorios terminales) para evitar la corrosión debida a las reacciones electroquímicas entre metales distintos (véase celda galvánica).
Se utilizan habitualmente accesorios de bronce y  segmentos cortos de tubería en combinación con diversos materiales.

## Categorías de sistemas de fontanería
Las principales categorías de sistemas o subsistemas de fontanería son:
- Suministro de agua potable fría y caliente
- Ventilación de desagües de fontanería
- Sistemas de alcantarillado y sistemas sépticos con o sin agua caliente reciclaje térmico y sistemas de recuperación y tratamiento de aguas grises
- Drenaje de aguas pluviales, superficiales y subsuperficiales
- Tuberías de gas combustible
- Sistemas de calefacción y refrigeración que utilizan agua para transportar energía térmica, como en los sistemas de calefacción urbana, como por ejemplo el sistema de vapor de la ciudad de Nueva York.

## Herramientas

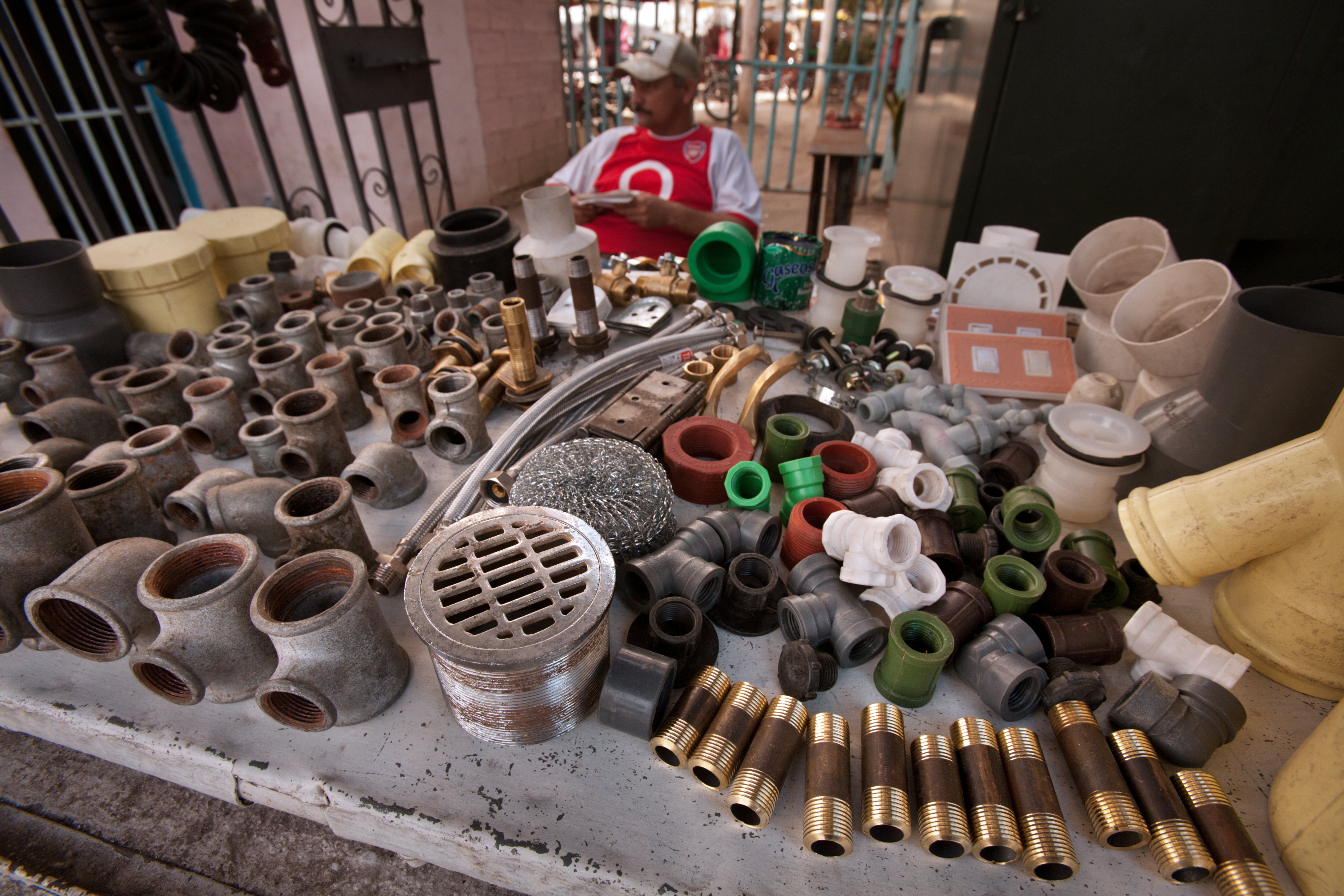
Artículos de plomería en La Habana, Cuba.

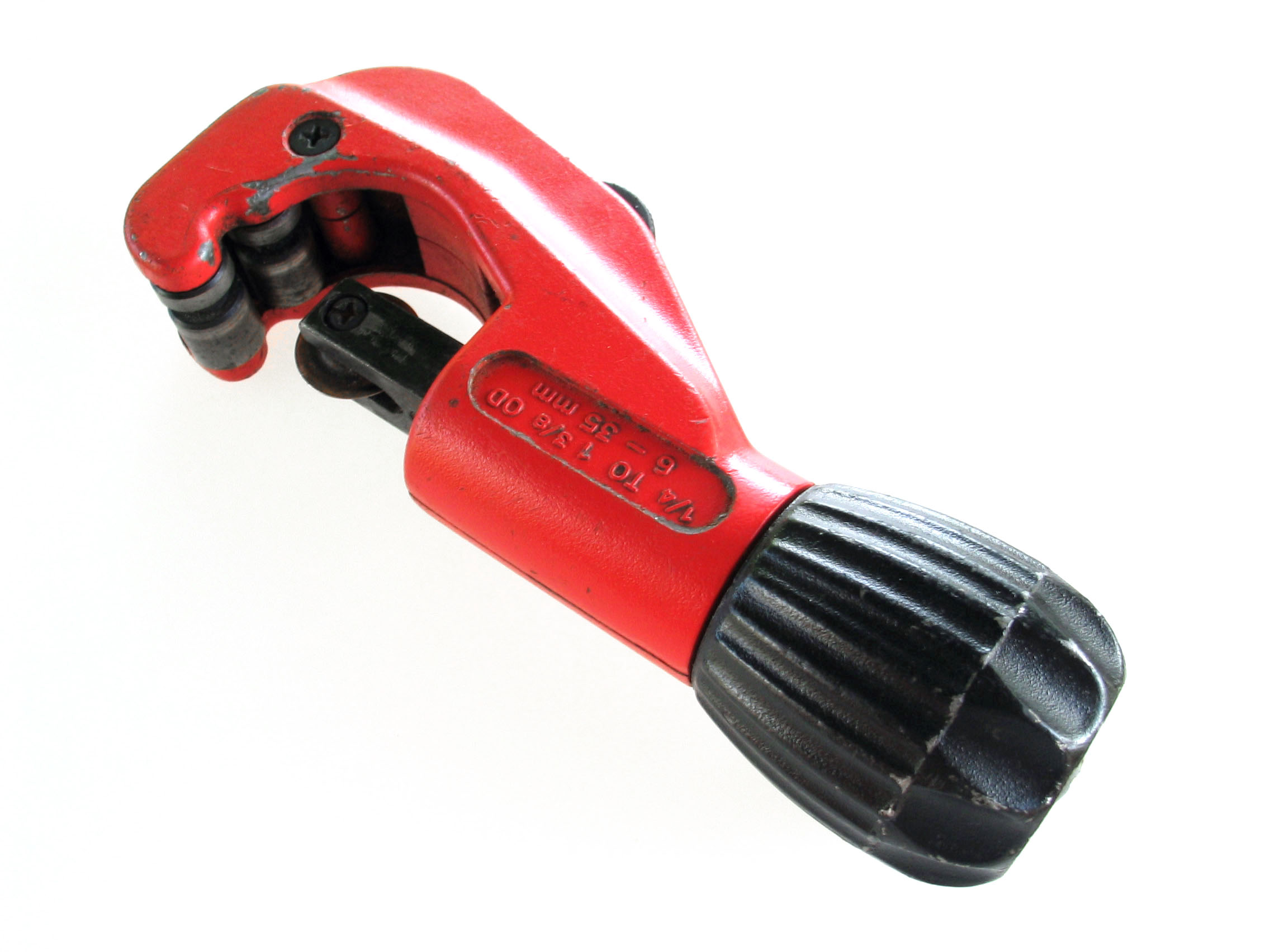
Un cortatubos de cobre.

Estas son las herramientas principales necesarias para llevar a cabo una obra de fontanería.
- Soplete
- Pinzas de presión
- Alicates extensibles
- Llave inglesa
- Desatascador o chupona
- Cinta métrica
- Llave grifa
- Estropajo de aluminio
- Cortatubos para cobre
- Curvadora para cobre manual
- Curvadora eléctrica para cobre de grandes diámetros
- Cáñamo para las juntas
- Llave de cadena
- Cortatubos para pvc de varias medidas
- Máquina de taladrar
- Corona para desagües
- Atornilladores de varios tipos
- Escariador para el cobre

### Herramientas para reparaciones de plomo
Todavía existen instalaciones de plomo, para su reparación se utilizan las siguientes herramientas:
- Abocardador para plomo
- Tijera para plomo
- Escofina para preparación de la soldadura
- Fundidor
- Trapo especial para realizar la soldadura
- Espelma y estaño del 33% para realizar las soldaduras
- Barrena
- Arena de río para curvar el plomo
- Lamparilla para soldar
- Esterina

## Productos
- Abrazadera para tubería
- Decapante
- Tubería de PVC, cobre y plomo (en desuso).
- Tubo corrugado de fontanería (propileno).
- Válvula de esfera
- Tubo de polipropileno o PPR